# V384 Андромеды
V384 Андромеды (лат. V384 Andromedae) — двойная звезда в созвездии Андромеды на расстоянии приблизительно 3524 световых лет (около 1081 парсека) от Солнца. Видимая звёздная величина звезды — от +9,41m до +9,22m.

## Характеристики
Первый компонент — красный гигант, пульсирующая медленная неправильная переменная звезда (LB:) спектрального класса M2. Масса — около 1,481 солнечной, радиус — около 155,413 солнечных, светимость — около 1275,809 солнечных. Эффективная температура — около 3505 K.
Второй компонент — коричневый карлик. Масса — около 36,89 юпитерианских. Удалён на 1,705 а.е..